# Pseudanomalon gracile
Pseudanomalon gracile är en stekelart som beskrevs av Szepligeti 1905. Pseudanomalon gracile ingår i släktet Pseudanomalon och familjen brokparasitsteklar. Inga underarter finns listade i Catalogue of Life.